# Reserva Biológica do Gurupi
A Reserva Biológica do Gurupi é uma reserva biológica federal localizada no estado brasileiro do Maranhão, criada pelo Decreto nº 95.614 de 12 de janeiro de 1988, no limite oeste do estado, perto da divisa com o Pará, sendo a única Unidade de Conservação de proteção integral na Amazônia Oriental. 
Protege uma das últimas porções da Amazônia maranhense, foi criada com o objetivo de preservar o ecossistema de Floresta Tropical Úmida entre a Serra da Desordem e a Serra do Tiracambu, nos vales dos rios Gurupi e afluentes. Localiza-se entre os municípios de Centro Novo do Maranhão, Bom Jardim e São João do Caru, no Maranhão com uma área de amortecimento que abrange outros municípios, como Itinga do Maranhão e Paragomninas. 
Trata-se de reserva estratégica para a conservação, pois, somada às três terras indígenas vizinhas a ela (Alto Turiaçu, Awá-Guajá e Caru), constitui a última fronteira de área contínua amazônica do Maranhão. É um dos locais de estudo do Programa de Pesquisa em Biodiversidade - PPBio Amazônia Oriental e do Instituto Nacional de Ciência e Tecnologia - INCT Biodiversidade e Uso da Terra na Amazônia.
É um importante centro de endemismo e de elevada biodiversidade, e na reserva ocorrem espécies ameaçadas de extinção como a ararajuba (Guaruba guarouba), o mutum-de-penacho (Crax fasciolata pinima), o jacamim-de-costas-verdes (Psophia viridis obscura), a araçari-de-pescoço-vermelho (Pteroglossus bitorquatus bitorquatus) e o arapaçu-da-taoca (Dendrocincla merula badia).
Pesquisas identificaram a existência na reserva de: 109 espécies de peixes, 124 espécies pertencentes a 34 famílias de nove ordens de mamíferos e 503 espécies de aves para esta região do Estado, das quais 470 são residentes (não migratórias), como o gavião-real e a maria-caçula,  um dos menores passarinhos do mundo. Também estão presidentes duas espécies de primatas que só existem na Amazônia Oriental e extremamente ameaçadas: o Cairara Ka'apor (Cebus kaapori) e o Cuxiú-preto (Chiropotes satanas).

## Desmatamento

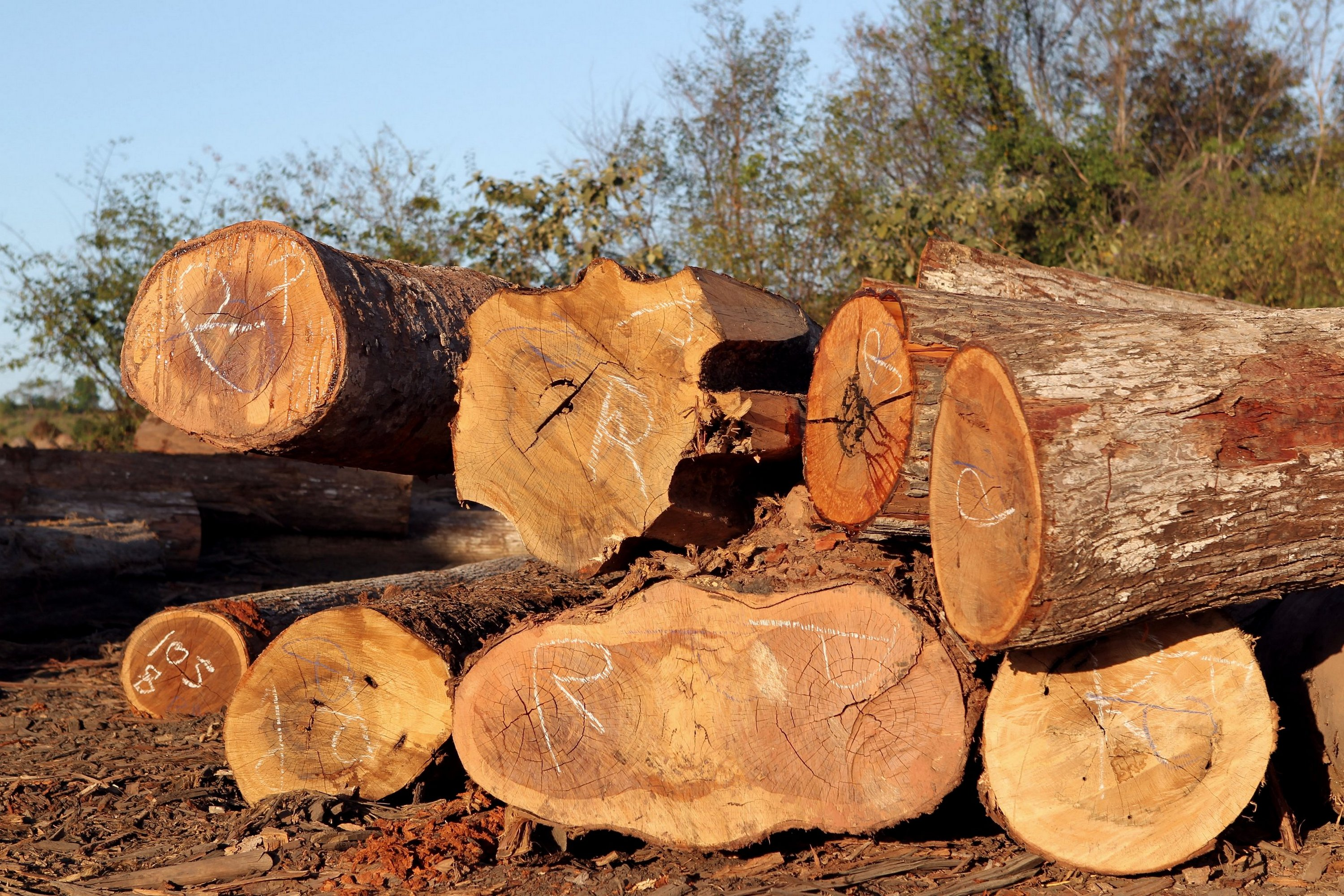
Toras de madeira ilegalmente extraídas da reserva, julho de 2016, Operação Hymenaea

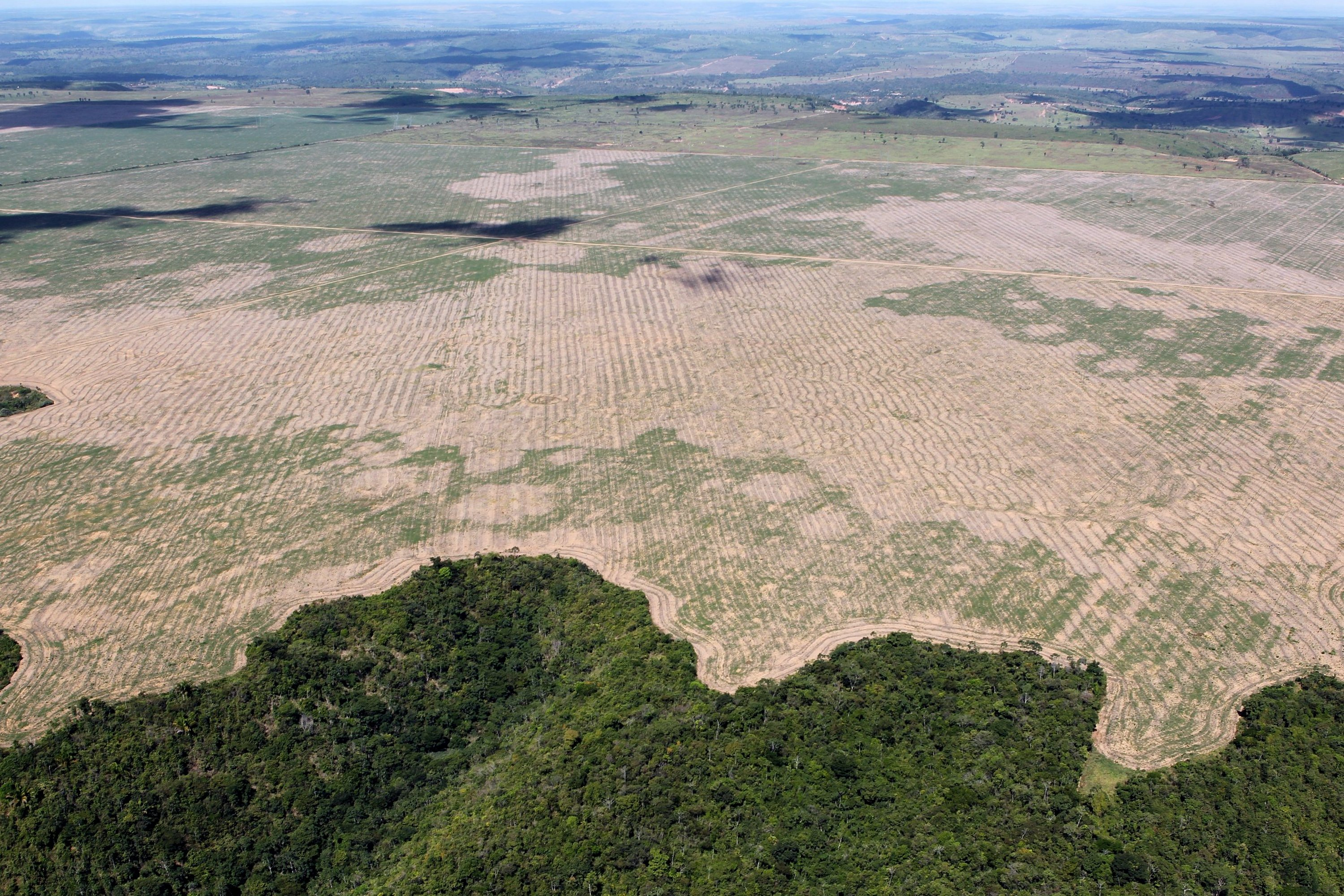
Vista áerea da reserva, quase 80% da região já sofreu o desmatamento

A reserva vem sofrendo com o desmatamento ilegal, sendo uma das 10 unidades de conservação mais ameaçadas pelo desmatamento no país. São verificadas diversas ameaças: invasão das terras por posseiros, exploração ilegal de madeira, caça, pastoreamento e queimadas. Em situação crítica, cerca de 70 a 80% da área já sofreu alteração pela extração da madeira.
Em 2016, a Operação Hymenaea cumpriu 77 medidas judiciais no Maranhão e Rio Grande do Norte, a madeira era proveniente da Terra Indígena Caru e da Reserva Biológica do Gurupi, a Polícia Federal (PF) e o Instituto Brasileiro do Meio Ambiente e dos Recursos Naturais Renováveis (Ibama) realizaram uma operação para desarticular um grupo criminoso ligado à extração e à comercialização de grandes quantidades de madeira ilegal proveniente da Terra Indígena Caru e da Reserva Biológica (Rebio) do Gurupi, abrigo de tribos indígenas isoladas Awa-Guajá.
Em 2021, a PF realizou uma operação contra desmatamento e fechou serrarias na região da Reserva do Gurupi, a Polícia Federal estima que 35 hectares de floresta foram devastados. Durante a operação, foram aplicadas multas no valor de R$ 173.387,30. Além disso, foram apreendidos um caminhão de toras, três espingardas, treze munições e duas motosserras. Também foram inutilizados três tratores de esteira, quatro acampamentos e 68 unidades de pranchas de madeira nativa, além de serem apreendidos 68,319 m³ de madeira em tora e 12,972 m³ de madeira serrada. Adicionalmente, houve a notificação e impedimento do transporte de bovinos para o interior da reserva.